# Campionato europeo maschile under 21 di calcio 2023
Il campionato europeo di calcio Under-21 2023 è stata la 24ª edizione del torneo. La fase finale si è svolta in Romania (già ospitante dell'edizione 1998) e in Georgia, con la prima che ha ospitato la partita inaugurale e la seconda che ha ospitato la finale. È stata la seconda edizione con 16 partecipanti alla fase finale, che si è svolta dal 21 giugno all'8 luglio.
Il torneo si è disputato un anno prima dei Giochi olimpici estivi di Parigi e ha determinato le tre squadre europee qualificate al torneo olimpico di calcio maschile assieme alla Francia, già qualificata come Paese ospitante. Le altre tre squadre ammesse al torneo olimpico sono state le semifinaliste Israele, Spagna e Ucraina, mentre la quarta semifinalista Inghilterra non aveva i requisiti per partecipare ai Giochi olimpici, nei quali gli atleti inglesi rappresentano la Gran Bretagna.
Il torneo è stato vinto dall'Inghilterra, al terzo titolo nella manifestazione.

## Scelta del Paese ospitante
L'assegnazione dei paesi per la fase finale del torneo è stata decisa dal comitato esecutivo dell'UEFA, riunitosi il 3 dicembre 2020. Nonostante avessero presentato una candidatura separata, Romania e Georgia hanno ottenuto una candidatura congiunta.

## La formula
Come nell'edizione precedente, la formula del torneo prevedeva la suddivisione delle 16 squadre qualificate in quattro gruppi da 4, in cui hanno avuto accesso ai quarti di finale le prime e le seconde classificate di ogni girone.

## Stadi
| Romania                | Romania               | Romania                | Romania                     |
| Bucarest               | Bucarest              | Cluj-Napoca            | Cluj-Napoca                 |
| ---------------------- | --------------------- | ---------------------- | --------------------------- |
| Stadio Steaua          | Stadio Rapid-Giulești | Cluj Arena             | Stadio Constantin Rădulescu |
| Capienza: 31 254       | Capienza: 14 047      | Capienza: 30 201       | Capienza: 22 198            |
|                        |                       |                        |                             |
| Bucarest Cluj-Napoca   | Bucarest Cluj-Napoca  | Tbilisi Batumi Kutaisi | Tbilisi Batumi Kutaisi      |
| Georgia                |                       |                        |                             |
| Tbilisi                | Tbilisi               | Batumi                 | Kutaisi                     |
| Stadio Boris Paichadze | Stadio Mikheil Meskhi | Batumi Arena           | Stadio Givi Kiladze         |
| Capienza: 54 202       | Capienza: 27 223      | Capienza: 20 000       | Capienza: 14 700            |
|                        |                       |                        |                             |

## Qualificazioni
| Pr. | Squadra     | Data di qualificazione certa | Partecipante in quanto                                          | Partecipazioni precedenti al torneo                                                                                               | Ultima presenza        |
| --- | ----------- | ---------------------------- | --------------------------------------------------------------- | --- | ---------------------- |
| 1   | Romania     | 3 dicembre 2020              | Rappresentativa della nazione organizzatrice della fase finale  | 3 (1998, 2019, 2021) | Ungheria-Slovenia 2021 |
| 2   | Georgia     | 3 dicembre 2020              | Rappresentativa della nazione organizzatrice della fase finale  | Esordiente | –                      |
| 3   | Belgio      | 29 marzo 2022                | 1ª classificata nel Gruppo I                                    | 3 (2002, 2007, 2019) | Italia 2019            |
| 4   | Spagna      | 2 maggio 2022                | 1ª classificata nel Gruppo C                                    | 15 (1982, 1984, 1986, 1988, 1990, 1994, 1996, 1998, 2000, 2009, 2011, 2013, 2017, 2019, 2021)                                     | Ungheria-Slovenia 2021 |
| 5   | Germania    | 3 giugno 2022                | 1ª classificata nel Gruppo B                                    | 13 (1982, 1990, 1992, 1996, 1998, 2004, 2006, 2009, 2013, 2015, 2017, 2019, 2021)                                                 | Ungheria-Slovenia 2021 |
| 6   | Portogallo  | 6 giugno 2022                | 1ª classificata nel Gruppo D                                    | 9 (1994, 1996, 2002, 2004, 2006, 2007, 2015, 2017, 2021)                                                                          | Ungheria-Slovenia 2021 |
| 7   | Inghilterra | 7 giugno 2022                | 1ª classificata nel Gruppo G                                    | 16 (1978, 1980, 1982, 1984, 1986, 1988, 2000, 2002, 2007, 2009, 2011, 2013, 2015, 2017, 2019, 2021)                               | Ungheria-Slovenia 2021 |
| 8   | Paesi Bassi | 8 giugno 2022                | 1ª classificata nel Gruppo E                                    | 8 (1988, 1992, 1998, 2000, 2006, 2007, 2013, 2021)                                                                                | Ungheria-Slovenia 2021 |
| 9   | Francia     | 9 giugno 2022                | 1ª classificata nel Gruppo H                                    | 10 (1982, 1984, 1986, 1988, 1994, 1996, 2002, 2006, 2019, 2021)                                                                   | Ungheria-Slovenia 2021 |
| 10  | Italia      | 14 giugno 2022               | 1ª classificata nel Gruppo F                                    | 21 (1978, 1980, 1982, 1984, 1986, 1988, 1990, 1992, 1994, 1996, 2000, 2002, 2004, 2006, 2007, 2009, 2013, 2015, 2017, 2019, 2021) | Ungheria-Slovenia 2021 |
| 11  | Norvegia    | 14 giugno 2022               | 1ª classificata nel Gruppo A                                    | 2 (1998, 2013) | Israele 2013           |
| 12  | Svizzera    | 14 giugno 2022               | 2ª classificata nel Gruppo E, qualificata come migliore seconda | 4 (2002, 2004, 2011, 2021) | Ungheria-Slovenia 2021 |
| 13  | Ucraina     | 27 settembre 2022            | 2ª classificata nel Gruppo H, qualificata ai play-off           | 2 (2006, 2011) | Danimarca 2011         |
| 14  | Rep. Ceca   | 27 settembre 2022            | 2ª classificata nel Gruppo G, qualificata ai play-off           | 14 (1978, 1980, 1988, 1990, 1992, 1994, 1996, 2000, 2002, 2007, 2011, 2015, 2017, 2021)                                           | Ungheria-Slovenia 2021 |
| 15  | Croazia     | 27 settembre 2022            | 2ª classificata nel Gruppo A, qualificata ai play-off           | 4 (2000, 2004, 2019, 2021) | Ungheria-Slovenia 2021 |
| 16  | Israele     | 27 settembre 2022            | 2ª classificata nel Gruppo B, qualificata ai play-off           | 2 (2007, 2013) | Israele 2013           |

## Convocazioni
Le liste ufficiali, composte da ventitré giocatori (di cui tre portieri), erano da presentare entro 10 giorni dall'inizio della manifestazione.
Erano selezionabili solo i calciatori nati dopo il 1º gennaio 2000.

## Fase a gruppi
Alla competizione hanno partecipato 16 squadre, divise in quattro gironi da quattro compagini. Hanno passato il turno, accedendo ai quarti di finale, le prime due classificate di ogni gruppo. Nel caso in cui due o più squadre si sono classificate a pari punti nello stesso girone, si sono utilizzati i seguenti criteri per determinare la posizione in classifica:
1. maggiore numero di punti negli scontri diretti tra le squadre interessate;
2. migliore differenza reti negli scontri diretti tra le squadre interessate;
3. maggiore numero di reti segnate negli scontri diretti tra le squadre interessate

Se, dopo aver utilizzato i criteri precedenti, ancora due o più squadre fossero state in parità, sarebbero stati applicati nuovamente i criteri da 1 a 3 prendendo in considerazione gli scontri tra queste squadre rimanenti. In caso di ulteriore parità si sarebbero applicati i seguenti criteri:
1. migliore differenza reti nell'intero girone;
2. maggior numero di reti segnate nell'intero girone;
3. più basso punteggio disciplinare (classifica fair play) calcolato così:
  1. ogni cartellino rosso diretto: +3 punti,
  2. ogni cartellino rosso da doppia ammonizione: +3 punti,
  3. ogni cartellino giallo: +1 punto,
4. più alta posizione nel ranking UEFA Under-21 vigente al momento del sorteggio.

Se però due squadre, che avessero avuto gli stessi punti e lo stesso numero di goal segnati e subiti, si fossero affrontate nell'ultima giornata del girone e al termine dei tempi regolamentari si fossero trovate ancora in parità, con nessuna altra squadra del girone classificatasi a pari punti, si sarebbero effettuati i tiri di rigore tra le due squadre per determinarne la migliore classificata.

### Girone A

#### Classifica
| Pos. | Squadra     | Pt | G | V | N | P | GF | GS | DR |
| ---- | ----------- | -- | - | - | - | - | -- | -- | -- |
| 1.   | Georgia     | 5  | 3 | 1 | 2 | 0 | 5  | 3  | +2 |
| 2.   | Portogallo  | 4  | 3 | 1 | 1 | 1 | 3  | 4  | -1 |
| 3.   | Paesi Bassi | 3  | 3 | 0 | 3 | 0 | 2  | 2  | 0  |
| 4.   | Belgio      | 2  | 3 | 0 | 2 | 1 | 3  | 4  | -1 |

#### Risultati
| Arbitro: | Espen Eskås |

|                       |           |  |
| Gagua 37’ Sazonov 45’ | Marcatori |  |

| Tbilisi 21 giugno 2023, ore 18:00 CEST | Belgio        | 0 – 0 referto | Paesi Bassi | Stadio Mikheil Meskhi (1 029 spett.)\| Arbitro: \| Əliyar Ağayev \| |
| Arbitro:                               | Əliyar Ağayev |               |             |                                                                     |

| Arbitro: | Duje Strukan |

|                                    |           |                            |
| Ts'it'aishvili 51’ Guliashvili 87’ | Marcatori | 15’ De Cuyper 38’ Ramazani |

| Arbitro: | Horațiu Feșnic |

|             |           |             |
| Almeida 20’ | Marcatori | 78’ Brobbey |

| Arbitro: | Rade Obrenovič |

|              |           |                  |
| Taylor 45+6’ | Marcatori | 42’ Davitashvili |

| Arbitro: | Willy Delajod |

|                             |           |               |
| Neves 56’ Dantas 89’ (rig.) | Marcatori | 65’ Vertessen |

### Girone B

#### Classifica
| Pos. | Squadra | Pt | G | V | N | P | GF | GS | DR |
| ---- | ------- | -- | - | - | - | - | -- | -- | -- |
| 1.   | Spagna  | 7  | 3 | 2 | 1 | 0 | 6  | 2  | +4 |
| 2.   | Ucraina | 7  | 3 | 2 | 1 | 0 | 5  | 2  | +3 |
| 3.   | Croazia | 1  | 3 | 0 | 1 | 2 | 0  | 3  | -3 |
| 4.   | Romania | 1  | 3 | 0 | 1 | 2 | 0  | 4  | -4 |

#### Risultati
| Arbitro: | Mohammed Al-Hakim |

|                      |           |  |
| Kaščuk 19’ Sikan 48’ | Marcatori |  |

| Arbitro: | Erik Lambrechts |

|  |           |                                      |
|  | Marcatori | 55’ Baena 62’ Miranda 90+5’ S. Gómez |

| Arbitro: | Morten Krogh |

|  |           |                  |
|  | Marcatori | 89’ (aut.) Dican |

| Arbitro: | Allard Lindhout |

|         |           |  |
| Ruiz 1’ | Marcatori |  |

| Bucarest 27 giugno 2023, ore 20:45 CEST | Croazia       | 0 – 0 referto | Romania | Stadio Steaua (7 816 spett.)\| Arbitro: \| João Pinheiro \| |
| Arbitro:                                | João Pinheiro |               |         |                                                             |

| Arbitro: | Donatas Rumšas |

|                             |           |                                 |
| Želizko 49’ (aut.) Ruiz 90’ | Marcatori | 43’ V"junnyk 81’ (rig.) Sudakov |

### Girone C

#### Classifica
| Pos. | Squadra     | Pt | G | V | N | P | GF | GS | DR |
| ---- | ----------- | -- | - | - | - | - | -- | -- | -- |
| 1.   | Inghilterra | 9  | 3 | 3 | 0 | 0 | 6  | 0  | +6 |
| 2.   | Israele     | 4  | 3 | 1 | 1 | 1 | 2  | 3  | -1 |
| 3.   | Rep. Ceca   | 3  | 3 | 1 | 0 | 2 | 2  | 4  | -2 |
| 4.   | Germania    | 1  | 3 | 0 | 1 | 2 | 2  | 5  | -3 |

#### Risultati
| Arbitro: | Horațiu Feșnic |

|  |           |                             |
|  | Marcatori | 47’ Ramsey 90+4’ Smith Rowe |

| Arbitro: | Willy Delajod |

|             |           |              |
| Bisseck 26’ | Marcatori | 20’ Turgeman |

| Arbitro: | Espen Eskås |

|                    |           |             |
| Sejk 33’ Vitík 87’ | Marcatori | 70’ Stiller |

| Arbitro: | Rade Obrenovič |

|                           |           |  |
| Gordon 15’ Smith Rowe 68’ | Marcatori |  |

| Arbitro: | Duje Strukan |

|               |           |  |
| Gandelman 82’ | Marcatori |  |

| Arbitro: | Əliyar Ağayev |

|                       |           |  |
| Archer 4’ Elliott 21’ | Marcatori |  |

### Girone D

#### Classifica
| Pos. | Squadra  | Pt | G | V | N | P | GF | GS | DR |
| ---- | -------- | -- | - | - | - | - | -- | -- | -- |
| 1.   | Francia  | 9  | 3 | 3 | 0 | 0 | 7  | 2  | +5 |
| 2.   | Svizzera | 3  | 3 | 1 | 0 | 2 | 5  | 8  | -3 |
| 3.   | Italia   | 3  | 3 | 1 | 0 | 2 | 4  | 5  | -1 |
| 4.   | Norvegia | 3  | 3 | 1 | 0 | 2 | 2  | 3  | -1 |

#### Risultati
| Arbitro: | João Pinheiro |

|           |           |                     |
| Ceide 19’ | Marcatori | 36’ Ndoye 56’ Imeri |

| Arbitro: | Allard Lindhout |

|                            |           |              |
| Kalimuendo 22’ Barcola 62’ | Marcatori | 36’ Pellegri |

| Arbitro: | Mohammed Al-Hakim |

|                       |           |                                   |
| Imeri 47’ Amdouni 52’ | Marcatori | 6’ Pirola 11’ Gnonto 45+4’ Parisi |

| Arbitro: | Donatas Rumšas |

|  |           |           |
|  | Marcatori | 57’ Olise |

| Arbitro: | Erik Lambrechts |

|  |           |             |
|  | Marcatori | 65’ Botheim |

| Arbitro: | Morten Krogh |

|           |           |                                                       |
| Ndoye 35’ | Marcatori | 16’ (rig.) Gouiri 65’ Barcola 76’ Cherki 81’ Caqueret |

## Fase a eliminazione diretta
Secondo quanto previsto dal regolamento, per tutti gli incontri della fase a eliminazione diretta, in caso di parità al termine dei tempi regolamentari si sono giocati due tempi supplementari da 15 minuti ciascuno, in caso di ulteriore parità si è ricorso ai tiri di rigore.
Per quanto riguarda la qualificazione alle Olimpiadi di Parigi del 2024, la Francia era già qualificata come Paese ospitante, mentre l'Inghilterra non aveva i requisiti per partecipare in quanto gli atleti inglesi rappresentano la Gran Bretagna alle Olimpiadi. Nel caso in cui né la Francia né l'Inghilterra fossero arrivate alle semifinali, le due finaliste sarebbero state qualificate per i Giochi, mentre le due perdenti delle semifinali si sarebbero affrontate in uno spareggio per determinare la quarta nazione europea qualificata. Se solo una tra Francia e Inghilterra fosse arrivata alle semifinali, come poi si è verificato, le altre tre semifinaliste sono state automaticamente qualificate alle Olimpiadi. Nel caso in cui sia Francia che Inghilterra avessero raggiunto le semifinali, le altre due semifinaliste sarebbero state qualificate per i Giochi assieme alla Francia, mentre lo spareggio per stabilire la quarta qualificata si sarebbe disputato tra le due migliori squadre sconfitte nei quarti di finale. I criteri per la scelta di queste ultime due squadre sarebbero stati i seguenti:
1. migliore classifica nella fase a gironi;
2. maggior numero di punti nella fase a gironi;
3. miglior differenza reti nella fase a gironi;
4. maggior numero di reti segnate nella fase a gironi;
5. miglior differenza reti allo scadere dei tempi regolamentari nei quarti di finale;
6. maggior numero di reti segnate allo scadere dei tempi regolamentari nei quarti di finale;
7. più basso punteggio disciplinare (classifica fair play) calcolato così:
  1. ogni cartellino rosso diretto: +3 punti,
  2. ogni cartellino rosso da doppia ammonizione: +3 punti,
  3. ogni cartellino giallo: +1 punto,
8. più alta posizione nel ranking UEFA Under-21 vigente al momento del sorteggio.

Anche per lo spareggio, in caso di parità al termine dei tempi regolamentari si sarebbero giocati due tempi supplementari da 15 minuti ciascuno, in caso di ulteriore parità si sarebbe ricorso ai tiri di rigore. La UEFA si è riservata di comunicare il programma, la data e la sede di gioco dell'eventuale spareggio nel corso del torneo.

### Tabellone
|  | Quarti di finale | Quarti di finale | Quarti di finale |             |             | Semifinali  | Semifinali | Semifinali |  |  | Finale | Finale | Finale |  |
|  |                  |                  |                  |             |             |             |            |            |  |  |        |        |        |  |
|  | 1A               | Georgia          | 0 (3)            |             |             |             |            |            |  |  |        |        |        |  |
|  | 1A               | Georgia          | 0 (3)            |             |             |             |            |            |  |  |        |        |        |  |
|  | 2C               | Israele (dtr)    | 0 (4)            |             |             |             |            |            |  |  |        |        |        |  |
|  | 2C               | Israele (dtr)    | 0 (4)            |             | Israele     | Israele     | 0          |            |  |  |        |        |        |  |
|  |                  |                  |                  |             | Israele     | Israele     | 0          |            |  |  |        |        |        |  |
|  |                  |                  | Inghilterra      | Inghilterra | 3           |             |            |            |  |  |        |        |        |  |
|  | 1C               | Inghilterra      | Inghilterra      | Inghilterra | 3           | 1           |            |            |  |  |        |        |        |  |
|  | 1C               | Inghilterra      |                  |             |             |             |            |            |  |  |        |        |        |  |
|  | 2A               | Portogallo       | 0                |             |             |             |            |            |  |  |        |        |        |  |
|  | 2A               | Portogallo       | 0                |             | Inghilterra | Inghilterra | 1          |            |  |  |        |        |        |  |
|  |                  |                  |                  |             |             |             |            |            |  |  |        |        |        |  |
|  |                  |                  | Spagna           | Spagna      | 0           |             |            |            |  |  |        |        |        |  |
|  | 1B               | Spagna (dts)     | Spagna           | Spagna      | 0           | 2           |            |            |  |  |        |        |        |  |
|  | 1B               | Spagna (dts)     |                  |             |             |             |            |            |  |  |        |        |        |  |
|  | 2D               | Svizzera         | 1                |             |             |             |            |            |  |  |        |        |        |  |
|  | 2D               | Svizzera         | 1                |             | Spagna      | Spagna      | 5          |            |  |  |        |        |        |  |
|  |                  |                  |                  |             | Spagna      | Spagna      | 5          |            |  |  |        |        |        |  |
|  |                  |                  | Ucraina          | Ucraina     | 1           |             |            |            |  |  |        |        |        |  |
|  | 1D               | Francia          | Ucraina          | Ucraina     | 1           | 1           |            |            |  |  |        |        |        |  |
|  | 1D               | Francia          |                  |             |             |             |            |            |  |  |        |        |        |  |
|  | 2B               | Ucraina          | 3                |             |             |             |            |            |  |  |        |        |        |  |

### Quarti di finale
| Arbitro: | Espen Eskås |

|                                                         |                      |                                 |
| Azarovi Davitashvili Gagua Moistsrapishvili Khvadagiani | Tiri di rigore 3 – 4 | Cohen Gandelman Khalaili Gloukh |

| Arbitro: | Erik Lambrechts |

|                           |           |               |
| S. Gómez 68’ Miranda 103’ | Marcatori | 90+1’ Amdouni |

| Arbitro: | Rade Obrenović |

|            |           |  |
| Gordon 34’ | Marcatori |  |

| Arbitro: | João Pinheiro |

|            |           |                                        |
| Cherki 19’ | Marcatori | 32’ (rig.), 44’ Sudakov 86’ Bondarenko |

### Semifinali
| Arbitro: | Morten Krogh |

|  |           |                                       |
|  | Marcatori | 42’ Gibbs-White 63’ Palmer 90’ Archer |

| Arbitro: | Erik Lambrechts |

|                                                      |           |                |
| Ruiz 17’ Sancet 24’ Blanco 54’ Oroz 68’ S. Gómez 78’ | Marcatori | 13’ Bondarenko |

### Finale
| Arbitro: | Espen Eskås |

|             |           |  |
| Jones 45+4’ | Marcatori |  |

| Inghilterra | Spagna |

| P             | 1  | James Trafford        | 74’         |     |
| D             | 14 | James Garner          |             |     |
| D             | 4  | Levi Colwill          | 45+6’       |     |
| D             | 5  | Taylor Harwood-Bellis |             |     |
| D             | 2  | Max Aarons            |             |     |
| C             | 10 | Emile Smith Rowe      |             | 66’ |
| C             | 17 | Curtis Jones          |             |     |
| C             | 7  | Morgan Gibbs-White    | 69’, 90+12’ | 73’ |
| C             | 21 | Angel Gomes           | 24’         | 73’ |
| A             | 20 | Cole Palmer           |             | 82’ |
| A             | 11 | Anthony Gordon        |             | 82’ |
| Sostituzioni: |    |                       |             |     |
| C             | 23 | Noni Madueke          |             | 66’ |
| A             | 9  | Cameron Archer        |             | 73’ |
| C             | 6  | Oliver Skipp          |             | 73’ |
| C             | 19 | Harvey Elliott        |             | 82’ |
| C             | 18 | Tommy Doyle           |             | 82’ |
| Allenatore:   |    |                       |             |     |
| Lee Carsley   |    |                       |             |     |

| P              | 1              | Arnau Tenas       |             |     |
| D              | 2              | Víctor Gómez      |             | 73’ |
| D              | 14             | Aitor Paredes     |             |     |
| D              | 5              | Jon Pacheco       |             |     |
| D              | 3              | Juan Miranda      |             |     |
| C              | 6              | Antonio Blanco    | 37’, 90+12’ | 83’ |
| C              | 16             | Álex Baena        | 34’         | 59’ |
| C              | 10             | Rodri Sánchez     |             | 59’ |
| C              | 8              | Oihan Sancet      | 45+6’       | 59’ |
| C              | 17             | Sergio Gómez      |             |     |
| A              | 9              | Abel Ruiz         |             |     |
| Sostituzioni:  |                |                   |             |     |
| C              | 18             | Gabri Veiga       |             | 59’ |
| C              | 19             | Aimar Oroz        | 62’         | 59’ |
| A              | 7              | Rodrigo Riquelme  | 86’         | 59’ |
| A              | 11             | Ander Barrenetxea |             | 73’ |
| A              | 21             | Sergio Camello    |             | 83’ |
| Allenatore:    |                |                   |             |     |
| Santiago Denia | Santiago Denia | Santiago Denia    | 77’         |     |

## Classifica marcatori
3 reti
- Sergio Gómez

- Abel Ruiz

- Heorhij Sudakov (2 rigori)

2 reti
- Cameron Archer
- Anthony Gordon
- Emile Smith Rowe
- Bradley Barcola

- Rayan Cherki
- Juan Miranda
- Zeki Amdouni
- Kastriot Imeri

- Dan Ndoye
- Artem Bondarenko

1 rete
- Maxim De Cuyper
- Largie Ramazani
- Yorbe Vertessen
- Václav Sejk
- Martin Vitík
- Harvey Elliott
- Morgan Gibbs-White
- Curtis Jones
- Cole Palmer
- Jacob Ramsey
- Maxence Caqueret
- Amine Gouiri (1 rigore)
- Arnaud Kalimuendo
- Michael Olise

- Zuriko Davitashvili
- Giorgi Gagua
- Giorgi Guliashvili
- Saba Sazonov
- Giorgi Ts'it'aishvili
- Yann Aurel Bisseck
- Angelo Stiller
- Omri Gandelman
- Dor Turgeman
- Wilfried Gnonto
- Fabiano Parisi
- Pietro Pellegri
- Lorenzo Pirola
- Brian Brobbey

- Kenneth Taylor
- Erik Botheim
- Emil Ceide
- André Almeida
- Tiago Dantas (1 rigore)
- João Neves
- Álex Baena
- Antonio Blanco
- Aimar Oroz
- Oihan Sancet
- Oleksij Kaščuk
- Danylo Sikan
- Bohdan V"junnyk

Autoreti
- Victor Dican (1, pro  Ucraina)

- Ivan Želizko (1, pro  Spagna)

## Premi
I seguenti premi sono stati assegnati alla fine del torneo:
- Giocatore del torneo:  Anthony Gordon[3]
- Miglior marcatore:  Sergio Gómez  Abel Ruiz  Heorhij Sudakov[14]

### Squadra del torneo
Dopo il torneo, la squadra Under-21 è stata selezionata dagli osservatori tecnici UEFA.
| Posizione      | Giocatore             |
| -------------- | --------------------- |
| Portiere       | James Trafford        |
| Difensori      | Juan Miranda          |
| Difensori      | Levi Colwill          |
| Difensori      | Taylor Harwood-Bellis |
| Difensori      | James Garner          |
| Centrocampisti | Rodri                 |
| Centrocampisti | Antonio Blanco        |
| Centrocampisti | Curtis Jones          |
| Centrocampisti | Sergio Gómez          |
| Attaccanti     | Abel Ruiz             |
| Attaccanti     | Anthony Gordon        |